# Agriocnemis angustirami
Agriocnemis angustirami là một loài chuồn chuồn kim trong họ Coenagrionidae.
Loài này được đưa vào sách đỏ IUCN năm 2006.
Agriocnemis angustirami được Pinhey miêu tả khoa học năm 1974.